# Dolná Poruba
Dolná Poruba (deutsch Unterporub, ungarisch Bérces – bis 1907 Alsóporuba) ist eine Gemeinde im Nordwesten der Slowakei mit 794 Einwohnern (Stand 31. Dezember 2024) und gehört zum Okres Trenčín, einem Teil des Trenčiansky kraj.

## Geographie
Die Gemeinde befindet sich innerhalb des Gebirges Strážovské vrchy am Oberlauf des Baches Teplička und liegt im oberen Teil der sogenannten Omšenie-Poruba-Furche (slowakisch Omšensko-porubská brázda). Das Ortszentrum liegt auf einer Höhe von 420 m n.m. und ist elf Kilometer von Trenčianske Teplice sowie 24 Kilometer von Trenčín entfernt.
Nachbargemeinden sind Horná Poruba im Norden, Valaská Belá im Osten, Čierna Lehota im Südosten, Šípkov und Slatinka nad Bebravou im Süden, Omšenie im Westen und Dubnica nad Váhom im Nordwesten.

## Geschichte
Dolná Poruba wurde zum ersten Mal 1355 als Poruba schriftlich erwähnt (damals noch zusammen mit Horná Poruba) und entstand im 14. Jahrhundert in einer Waldlichtung, deshalb waren die ersten Einwohner Holzfäller. Zuerst war das Dorf Teil der Herrschaftsgebietes der Burg Košeca, danach war es Besitz verschiedener Edelmänner, bei der Abschaffung der Leibeigenschaft im Jahre 1848 stammten die Besitzer aus dem Geschlecht Illésházy. 1598 gab es im Ort eine Mühle und 33 Häuser, 1784 zählte man 90 Häuser und 876 Einwohner, deren Haupteinnahmequelle Landwirtschaft war.
Bis 1918 gehörte der im Komitat Trentschin liegende Ort zum Königreich Ungarn und kam danach zur Tschechoslowakei beziehungsweise heute Slowakei.

## Bevölkerung
| Jahr                | 1994 | 2004    | 2014    | 2024    |
| ------------------- | ---- | ------- | ------- | ------- |
| Anzahl der Personen | 904  | 845     | 788     | 794     |
| Unterschied         |      | −6,52 % | −6,74 % | +0,76 % |

| Jahr                | 2023 | 2024    |
| ------------------- | ---- | ------- |
| Anzahl der Personen | 789  | 794     |
| Unterschied         |      | +0,63 % |

Nach der Volkszählung 2011 wohnten in Dolná Poruba 808 Einwohner, davon 793 Slowaken und 8 Tschechen. 7 Einwohner machten keine Angabe zur Ethnie.
757 Einwohner bekannten sich zur römisch-katholischen Kirche sowie jeweils ein Einwohner zur apostolischen Kirche, zur griechisch-katholischen Kirche und zur reformierten Kirche. 32 Einwohner waren konfessionslos und bei 16 Einwohnern wurde die Konfession nicht ermittelt.

## Bauwerke
- römisch-katholische Martinskirche aus dem Jahr 1790